# أبو الهول الرمادي
أبو الهول الرمادي (الاسم العلمي: Sphinx cinerea) هو نوع من الحشرات يتبع جنس أبو الهول من فصيلة عثث أبو الهول.